# Улица Выучейского
Улица Выучейского (прежние названия Печорская, Сенная, Стукачевская) — улица в историческом центре города Архангельск, в Ломоносовском округе. Соединяет площади Профсоюзов и Дружбы народов. Одна из основных транспортных магистралей города, «дорога, ведущая к храму». 
Улица Выучейского есть также в Нарьян-Маре.

## История

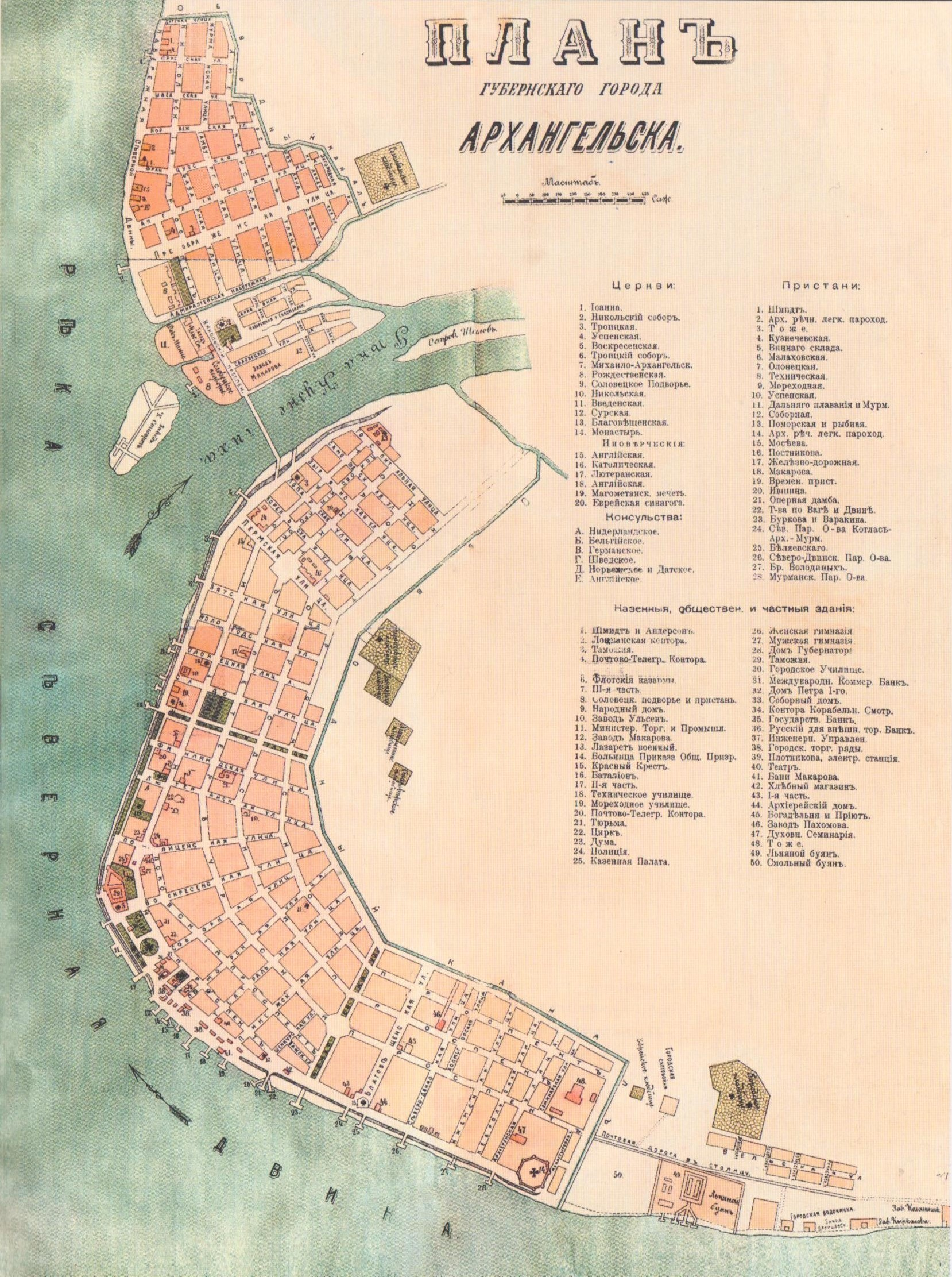
Карта Архангельска 1890 года

Была обозначена основной улицей города ещё на градостроительном плане 1794 года, утверждённом русской императрицей Екатериной II.
Современное название, с 1968 года, в честь члена ВЦИК, общественного и государственного деятеля Ненецкого Национального округа И. П. Выучейского (1901—1936). Этнический ненец, Выучейский окончил в Архангельске педагогический техникум и учительствовал на своей родине, один из первых организаторов народного образования в Ненецком автономном округе.
Прежние названия улицы связаны с именем местного домовладельца купца Стукачёва, чей дом находился в начале улицы; с существовавшем здесь ранее Сенным рынком и с рекой Печорой.
В 1932 году на улице была открыта амбулатория, со временем ставшая крупнейшей поликлиникой города
В 1978—1981 годах на улице было возведено здание Северного морского пароходства
24 июля 2010 года на участке у выхода улицы к Набережной Северной Двины у здания Северного Морского пароходства епископ Архангельский и Холмогорский Тихон освятил часовню в честь святителя Николая Чудотворца.
Долгое время улица находилась в запущенном состоянии. В 2013 году, впервые за всю историю существования улицы, по ней была проложена четырёхполосная автодорога.

## Достопримечательности

Дом Беляевского. Мемориальная доска Аркадию Гайдару

д. 1 — Северное морское пароходство
На пересечении улицы Выучейского и набережной Северной Двины находится памятник архитектуры — дом Я. А. Беляевского (ныне — д. 2/35). Сохранились интерьеры
Часовня Николая Чудотворца.
Колхозный рынок
Бывший дом А. А. Плюснина

## Известные жители
В д. 2 в 1929 году жил и работал писатель А. П. Гайдар (мемориальная доска, в 2020 году она была обновлена).

## Транспорт
С 1916 года до начала 2000-х годов по улице проходил трамвайный маршрут № 1

## Галерея

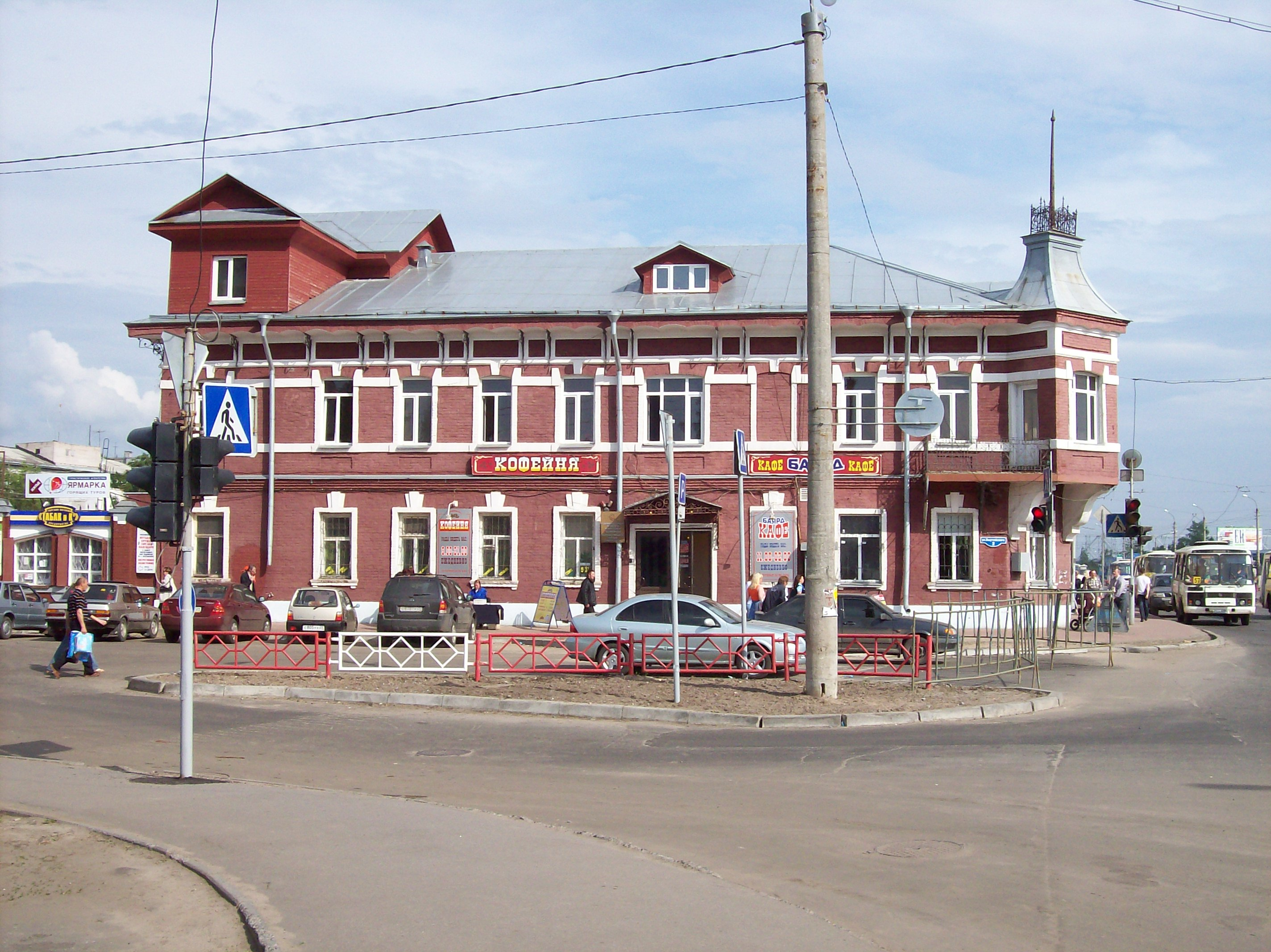
Дом Я. А. Беляевского
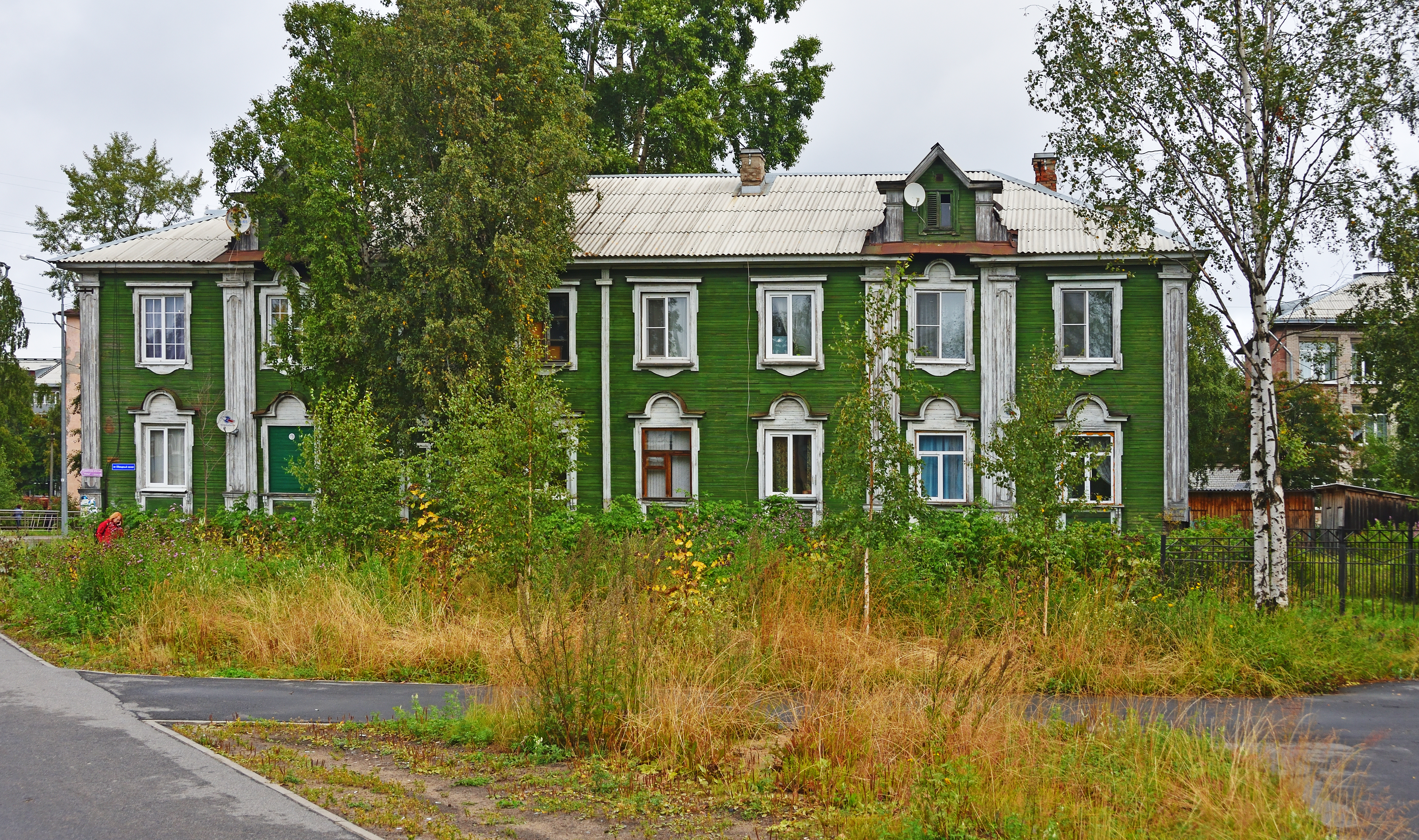
д. 64
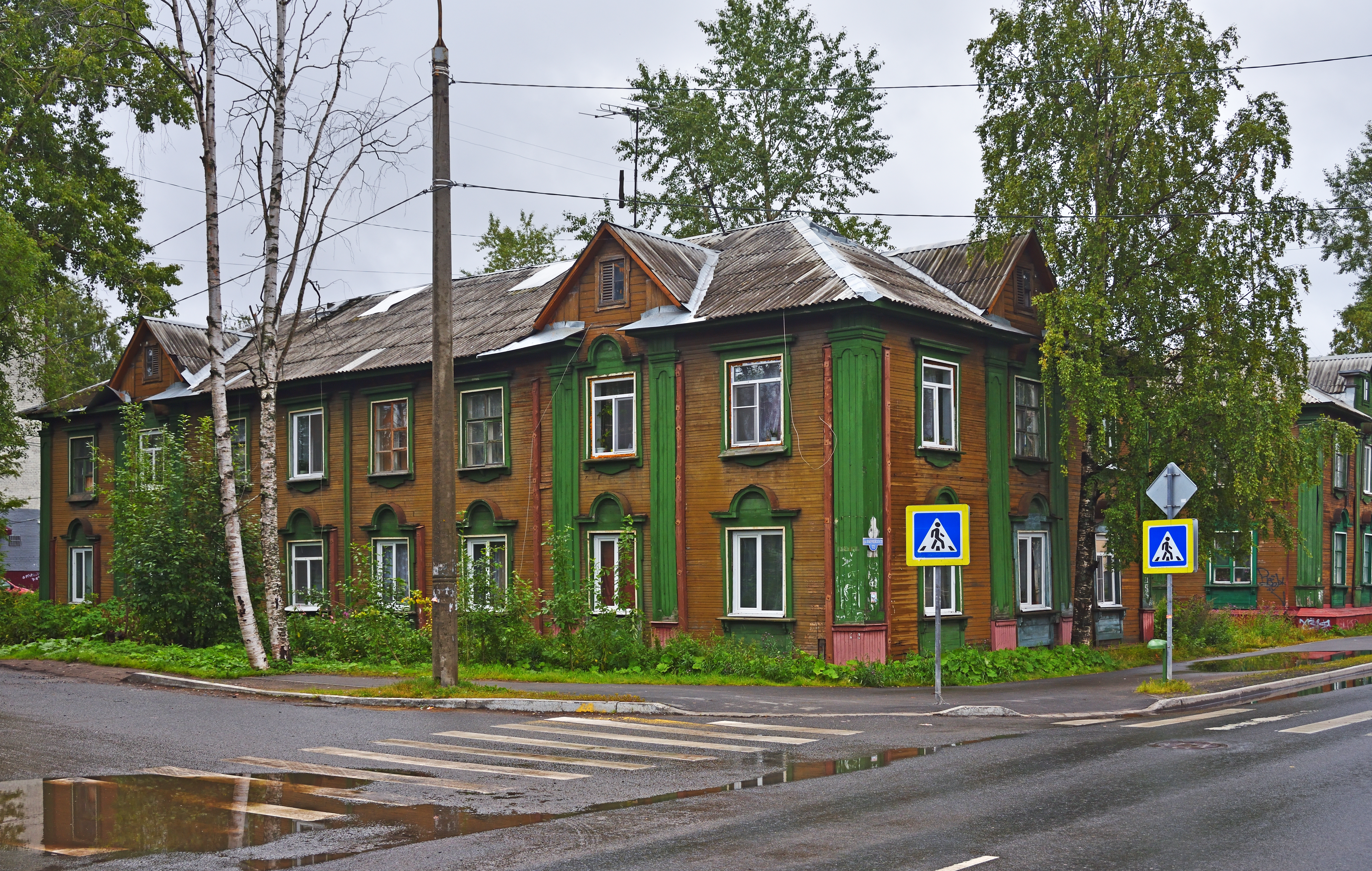
д. 72
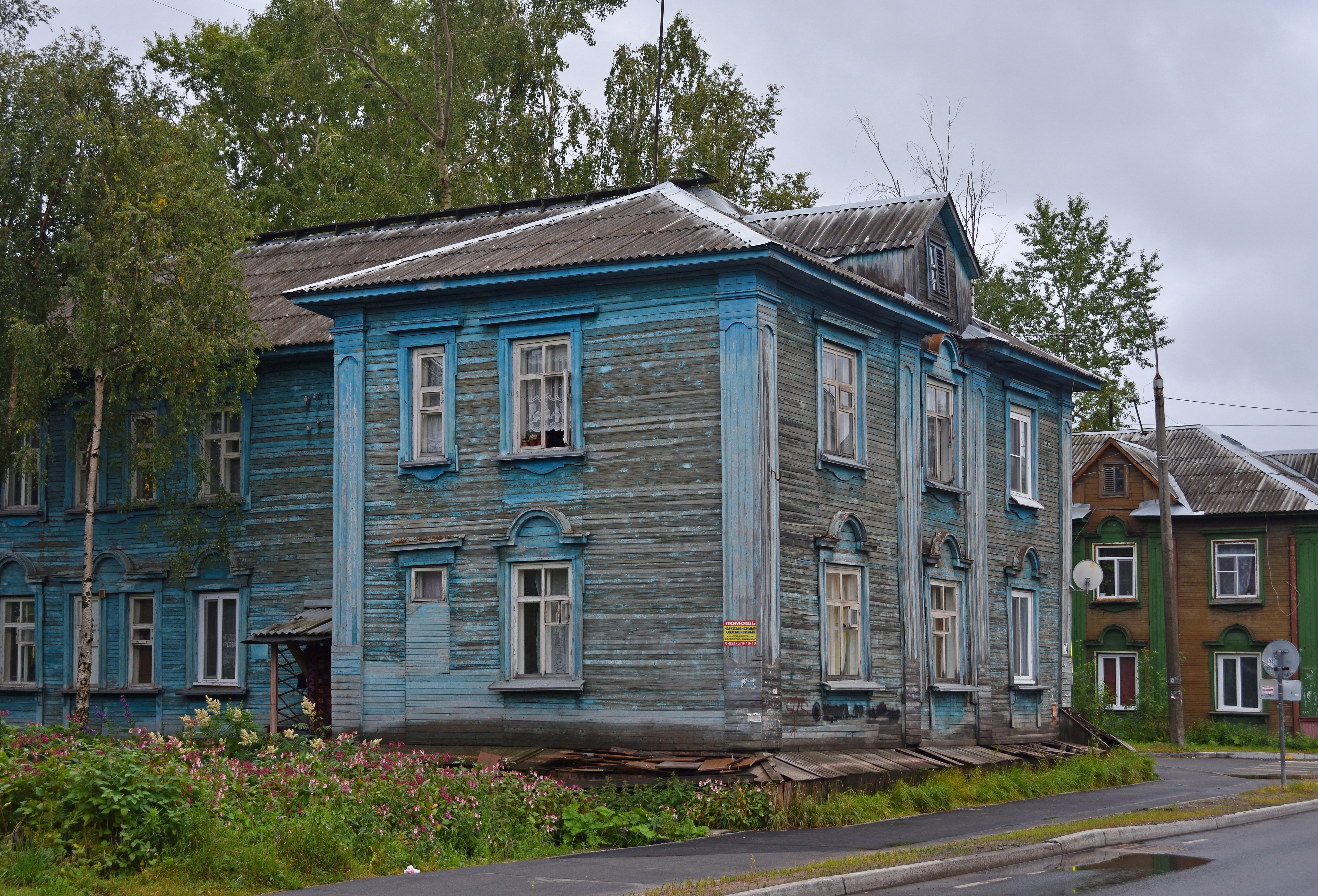
д. 74